# Pável Kochetkov
Pável Kochetkov (Kámensk-Uralski, 7 de marzo de 1986) es un ciclista ruso. Debutó en 2010 con el equipo Zheroquadro Radenska.

## Palmarés
2007 (como amateur)
- 1 etapa del Giro de las Regiones

2009 (como amateur)
- Trofeo Alcide Degasperi

2011
- 1 etapa del Tour de Saboya
- 1 etapa del Tour de Bulgaria

2016
- Campeonato de Rusia en Ruta

## Resultados en Grandes Vueltas y Campeonatos del Mundo
| Carrera         | Carrera         | 2010 | 2011 | 2012 | 2013 | 2014 | 2015 | 2016 | 2017 | 2018 | 2019 | 2020 | 2021 |
| --------------- | --------------- | ---- | ---- | ---- | ---- | ---- | ---- | ---- | ---- | ---- | ---- | ---- | ---- |
|                 | Giro de Italia  | —    | —    | —    | —    | —    | 37.º | 32.º | Ab.  | —    | —    | Ab.  | —    |
|                 | Tour de Francia | —    | —    | —    | —    | —    | —    | —    | —    | 61.º | —    | —    | —    |
|                 | Vuelta a España | —    | —    | —    | —    | —    | 76.º | 39.º | —    | 53.º | 98.º | —    | —    |
| Mundial en Ruta | Mundial en Ruta | —    | —    | —    | —    | —    | —    | —    | —    | 51.º | —    | —    | Ab.  |

—: no participa

Ab.: abandono